# Llançà

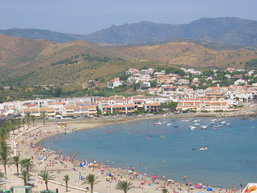
Baai van Llançà (20 juli 2004)

Llançà is een oud vissersstadje aan de Costa Brava, Spanje. Het is gelegen aan de voet van de Pyreneeën, bij de bergen van L'Albère. Het kuststadje, met 4.934 inwoners (1 januari 2016), is gelegen op 15 kilometer van de Frans/Spaanse grens. Het bestaat uit twee delen: het stadje en de haven. Landinwaarts vinden we onder andere het treinstation, het busstation, het stadhuis, het postkantoor en de cinema. Aan de zee vinden we el Port de Llançà en de stranden. Beide delen liggen ongeveer op 15 minuten wandelen van elkaar verwijderd.
De Nederlandse zanger Jack Jersey werd in 1982 benoemd tot ereburger van Llançà, nadat hij dat jaar een hit had met een lied over het dorp, getiteld Puerto de Llansa (Oh Lady Rose).

## Toerisme
Het stadje heeft een belangrijke vissershaven, want ondanks het toerisme blijft de visserij een belangrijk deel uitmaken van de economie. De jachthaven is pas recentelijk aangelegd. Er kunnen boten aanleggen met een lengte tot 12 meter.
In de zomermaanden is Llançà een rustig toeristisch stadje waar het aangenaam verblijven is. Langs de promenade zijn talrijke restaurantjes en terrasjes.
De kwaliteit van het zeewater wordt elk jaar getest en is in Llançà bijzonder helder. De stad komt dan ook regelmatig als beste uit de test. Dit wordt aangegeven door de blauwe vlag. Een mild klimaat overheerst er en in de zomer zorgt de tramontana (een stevige noordenwind) voor een verkoelende bries.
Llançà biedt vele sportfaciliteiten: men kan er excursies maken naar natuurparken, fietsen (heuvelachtig) of tennissen, en er zijn watersporten mogelijk zoals kajakken, zeilen, windsurfen en duiken.

## Geschiedenis
Archeologische vondsten tonen aan dat het dorp sinds de oudheid werd bewoond. De eerste vermelding gaat terug tot de 10e eeuw toen het tot het klooster van Sant Pere de Rodes behoorde, een van de belangrijkste exponenten van de romaanse architectuur in Catalonië.
Andere interessante monumentale overblijfselen zijn de Torre del Abbat, de 'Toren van de Abt', uit de 14de eeuw op de Plaça Major, waar ook de Sant Vicenç Kerk uit de 18de eeuw te vinden is met daar aan vast de resten van het gotische kasteel-paleis van de abt van Sant Pere de Rodes, de leenheer van Llançà.

### Kort historisch overzicht
- 974 - Eerste schriftelijke vermelding van Llançà
- Vooral in de 16de eeuw wordt Llançà regelmatig bezocht door Turkse kapers
- 1692 - Bouw van de kerk aan de haven, Mare de Deu
- Juni 1726 - Het laatste piratenschip gezien
- 18e eeuw - groei van de plaatselijke economie door de export van wijn en olijfolie
- 1787 - Llançà telt telt 1000 inwoners
- 1870 - De vrijheidsboom wordt in het midden van de Plaça Mayor geplant
- 1887 - De eerste trein in Llançà
- 1909–1913 - Verbeteringen aan de weg naar Colera en Vilajuïga

## Demografische ontwikkeling
Bron: INE, 1857-2011: volkstellingen

## Bezienswaardige steden in de regio
- Barcelona: Sagrada Família, Park Güell, Vila Olímpica
- Besalú, middeleeuws stadje
- Empúries, Griekse en Romeinse ruïnes
- Figueres, Dalí-Museum
- Lloret de Mar, uitgaansleven
- Roses, toeristische stad met citadel